# Аристобул Касандрийски
Вижте пояснителната страница за други личности с името Аристобул.
Аристобул Касандрийски (на старогръцки: Αριστόβουλος της Κασσάνδρειας) е древногръцки исторически писател, живял в Касандрия
Той е вероятно приятел на Филип II Македонски и участва като техник в похода на Александър Велики. Той получава от Александър задачата да реставрира гробницата на персийския цар Кир II в Пасаргад. На 84 години той започва да пише история за Александър, която е ползвана от Страбон и Ариан. От книгата са запазени повече от 60 фрагменти (цитати от други автори). Според него Александър не пиел много (фрагмент 30, 59 и 62).

## Издания
- Frances Pownall: Aristobulos of Kassandreia (139). In: Brill’s New Jacoby